# 富山県道182号原千垣停車場線
富山県道182号原千垣停車場線（とやまけんどう182ごう はらちがきていしゃじょうせん）は富山県富山市から同県中新川郡立山町に至る一般県道である。

## 概要

### 路線データ
- 起点：富山県富山市原（富山県道43号富山上滝立山線・富山県道67号宇奈月大沢野線交点）
- 終点：千垣停車場（富山県中新川郡立山町千垣）
- 延長：612m（重複区間を除く）

### 主要橋梁
- 芳見橋

## 沿革
- 1960年（昭和35年）4月23日 - 認定[1]

## 通過する自治体
- 富山県
  - 富山市 - 中新川郡立山町

## 接続する道路
- 富山県道67号宇奈月大沢野線（起点：富山市原）
- 富山県道43号富山上滝立山線（富山市原（起点） - 富山市小見で重複）
- 富山県道6号富山立山公園線（芳見橋交差点 - 「千垣駅」前（終点）で重複）
- （終点：立山町千垣、「千垣駅」前）

## 周辺
- 富山地方鉄道立山線
  - 本宮駅
  - 有峰口駅
  - 千垣駅
- 有峰林道 小見線
- 富山市立小見小学校
- 小見郵便局
- 立山山麓スキー場
- 亀谷温泉
- 常願寺川